# Варлаково
Варла́ково (рос. Варлаково) — село у складі Мішкинського району Курганської області, Росія. Адміністративний центр Варлаковської сільської ради.
Населення — 264 особи (2010, 371 у 2002).